# Чемпионат Ирана по волейболу среди женщин
Чемпионат Ирана по волейболу среди женщин — ежегодное соревнование женских волейбольных команд Ирана. Проводится с 1973 года (с перерывом). Организатором является Федерация волейбола Исламской Республики Иран. 
До 1973 проводился среди сборных команд провинций. В 1973—1978 проходил как Кубок Шахбану среди клубных команд. В 1980—1991 чемпионат не проводился. С 1992 — чемпионат Ирана среди команд 1-го дивизиона. С 2001 ведущим дивизионом является Премьер-лига.

## Формула соревнований
Чемпионат 2024/25 в Премьер-лиге состоял из двух этапов — предварительного и плей-офф. На предварительной стадии 9 команд играли в два круга. 4 лучшие вышли в плей-офф и по системе с выбыванием определили финалистов, которые разыграли первенство. Серии матчей проходили до двух побед одного из соперников. 
За победы со счётом 3:0 и 3:1 команды получают по 3 очка, за победы 3:2 — 2, за поражения 2:3 — 1 очко, за поражения 1:3 и 0:3 очки не начисляются.
В чемпионате 2024/25 в Премьер-лиге участвовало 9 команд: «Сайпа» (Тегеран), молодёжная сборная Ирана, «Фулад Мобарак Сепахан» (Исфахан), «Пайкан» (Тегеран), «Могавемат Шахрдари» (Тебриз), «Нафт Омидийе» (Омидийе), «Хоран Йезд» (Йезд), «Мас Рефсенджан» (Рефсенджан), «Мадакам Нет» (Тегеран). Чемпионский титул выиграла «Сайпа», победившая в финале «Пайкан» 2-0 (3:1, 3:1). 3-е место разделили молодёжная сборная Ирана и «Фулад Мобарак Сепахан».

## Чемпионы
| - 1973 - 1974 - 1975 «Хома» Тегеран - 1976 «Тадж» Тегеран - 1977 - 1978 «Хома» Тегеран - 1992 - 1993 - 1994 - 1995 «Хома» Тегеран - 1996 «Каши» Исфахан - 1997 - 1998 - 1999 - 2000 «Хома» Тегеран - 2001 «Хома» Тегеран - 2002 «Данешгае Азад Ислами» Тегеран - 2004 «Хома» Тегеран - 2005 «Зоб Ахан» Исфахан - 2006 «Зоб Ахан» Исфахан | - 2007 «Зоб Ахан» Исфахан - 2008 «Зоб Ахан» Исфахан - 2009 «Зоб Ахан» Исфахан - 2010 «Зоб Ахан» Исфахан - 2011 «Персеполис» Тегеран - 2012 «Гити Пасанд» Исфахан - 2013 «Гити Пасанд» Исфахан - 2014 «Тегеран-Парсех» Тегеран - 2015 «Данешгае Азад Ислами» Тегеран - 2016 «Тегеран-Парсех» Тегеран - 2017 «Сармайе Банк» Тегеран - 2018 «Пайкан» Тегеран - 2019 «Зоб Ахан» Исфахан - 2020 чемпионат не завершён, итоги не подведены - 2021 «Сайпа» Тегеран - 2022 «Баридж Эссенс» Кашан - 2023 «Пайкан» Тегеран - 2024 «Сайпа» Тегеран - 2025 «Сайпа» Тегеран |